# Zuclo
Zuclo település Olaszországban, Trento megyében.  Zuclo Bleggio Superiore, Bolbeno, Bondo, Ledro, Preore és Tione di Trento községekkel határos.

## Népesség
A település népességének változása: